# Kalamakua
Kalamakua (također znan kao Kalamakua-a-Kaipuholua) bio je havajski plemić, poglavica Halawe na otoku Oʻahuu (drevni Havaji).

## Život
Kalamakua je rođen na otoku Oʻahuu. Njegov je otac bio poglavica Kālonanui, a majka poglavarica Kaipuholua. Preko oca je Kalamakua bio unuk kralja Maʻilikākahija od Oʻahua. Brat Kalamakue bio je princ Kālonaiki, koji je naslijedio svog djeda, kralja Maʻilikākahija. Kalamakua je postao vladar Halawe, dok je Kālonaiki vladao ostatkom Oʻahua.
Supruga Kalamakue bila je princeza Mauija Keleanohoanaʻapiapi, kojoj je Kalamakua bio drugi muž. Njihova je kći bila velika poglavarica Laʻieloheloheikawai od Mauija, supruga kralja Piʻilanija, koja je rođena u mjestu zvanom Helemoa.
Kalamakua je naredio sadnju taroa (lat. Colocasia esculenta) u Waikikiju.

## Poveznice
- Piliwale, nećak Kalamakue